# Флот України (газета)
Газета «Флот України» (рос. Флот Украины) — колишнє всеукраїнське видання, центральний друкований орган Міністерства оборони України.
6 червня 2016 року вийшов фінальний номер газети «Флот України». Відповідно до Закону України «Про реформування державних і комунальних друкованих засобів масової інформації» видання припиняє свою діяльність. Досвідчені журналісти у 2018 році видання перейшли до редакції новоствореного інтернет-ЗМІ «АрміяInform».[джерело?]

## Історія
Газета «Флот України» була заснована згідно з наказом Міністра оборони України за № 76 від 15 травня 1992 року («Про створення у ВМС України редакції газети, прес-центру і філії друкарні Міністерства оборони України», а також Директиви № 12 «Про організацію спецвипусків військових засобів масової інформації»). 8 червня о 2.00 під № 1 тиражем у десять тисяч примірників вийшла газета «Флот України».
У 2002 році за адресою fleet.sebastopol.ua редакція першою в Севастополі створила сайт газети «Флот України», випередивши в інформаційній війні російського ворога, чиї російськомовні газети в Криму у 2002 році й досі виходили виключно в друкованому форматі.
У 2003 році редакція газети «Флот України» стала засновником журналу «Морська держава», перший номер якого побачив світ 5 березня 2003 року.
В 2014 році коли Росія анексувала Крим, й розташовані у Криму українські військові масово дезертували та переходили на бік ворога, жоден журналіст «Флоту України» не зрадив, й не перейшов на бік ворога. Усі журналісти газети «Флот України» зуміли прорватися з Криму на материкову Україну, до Одеси, де й продовжили випуск газети.
19 грудня 2018 року вийшов фінальний номер газети «Флот України». Відповідно до Закону України «Про реформування державних і комунальних друкованих засобів масової інформації» видання припиняє свою діяльність. Досвідчені журналісти видання перейшли до редакції новоствореного інтернет-ЗМІ «АрміяInform».[джерело?]

## Мова
Газета «Флот України» стала першою і єдиною україномовною газетою ВМС ЗСУ в Криму.
Одак через русофількі настрої у командуванні Збройних сил України, виняткова україномовність газети раптово припипинило команування ЗСУ, яке вустами начальника Головного управління виховної і соціально-психологічної роботи Збройних Сил України генерал-майора Копаниці у лютому 2009 року надіслало телеграмою повідомлення командуванню і керівникам військових ЗМІ ВМС, наказавши «розпочати випуск російськомовного видання газети… „Флот України“ (до 1 тис. прим.)».
Після окупації Криму Росією у 2014 році та переходу редакції з Сімферополя/Ялти до Одеси, газета продовжила друкувати дві версії: російською та українською.

## Тематика
За роки існування флотські журналісти висвітлювали процеси створення та розвитку Збройних Сил України. Головними темами газети стали: бойова підготовка військ, міжнародне військове співробітництво, соціальний захист військовослужбовців та членів їхніх сімей, суспільно-політичне життя країни, питання військової історії, культури та спорту, військово-патріотичне виховання молоді.
Кореспонденти флотської газети брали участь в міжнародних військово-морських навчаннях, в миротворчих місіях, у далеких морських походах та навіть в океанографічній експедиції. Звісно, ці заходи відбувалися поза межами України, й географія поїздок була досить різноманітною. За час існування газети наші журналісти побували в Аргентині, Австрії, Болгарії, Бельгії, Греції, Грузії, Італії, Іспанії, Косові, Монако, Македонії, Німеччині, Польщі, Росії, Румунії, США, Словаччині, Сербії, Туреччині, Франції, Хорватії,Чехії, Великій Британії та в Антарктиді.

## Відділи
- відділ новин та кореспондентської мережі;
- відділ військової історії, культури та спорту;
- відділ міжнародного співробітництва та євроатлантичної інтеграції;
- відділ підготовки військ та реформування Збройних Сил;
- відділ комп'ютерного набору та верстки;

## Головні редактори
- Капітан 1 рангу запасу Юрій Тимощук (1992—1994 рр.) — перший редактор
- Капітан 2 рангу Віктор Мандрика (1994—1998 рр.)
- Капітан 1 рангу Павло Шунько (з 1998 по 2016 рік)

## Головні перепони на шляху розвитку газети
Проблемами будівництва, розвитку і зміцнення україномовних ЗМІ ВМС України, що належали Міністерсту Оборони України, керівництво міністерства оборони не займалося — все було віддано самим керівникам ЗМІ на місцях. Так, газета «Флот України», у період свого перебування в Криму (перед переїздом в Одесу у 2014 році), 8 разів змінювала місце розташування, її виселяли з приміщень структури як ВМС, так і міста — самі шукали притулок. Централізованого фінансування розвитку газети не було весь час їх перебування у складі ВМС. У такій ситуації газета так і не змогла вийти на щоденний випуск та сформувати своє видавництво і типографію, як це було закладено в її Статуті, й натомість виходила лише раз на тиждень. Газета-тижневик друкувалася спершу в Севастополі, потім — у Ялті й Києві і значно поступалася ЧФ РФ в оперативності та впливі на громадсько-політичну ситуацію в кримському регіоні базування ВМС України.

## Книги видані редакцією газети
Редакцією газети «Флот України» підготовлено до друку шоститомний проект енциклопедичного фотоальбому «Від козацької чайки — до сучасного флоту». У 2013 році вийшла з друку книга кандидата військових наук, в 1993—1996 рр. — командувача ВМС України віце-адмірала Володимира Безкоровайного «Військово-Морські Сили України: минуле та майбутнє. Роздуми командувача флоту».

## Відомі автори
- Ігор Лосєв
- Микола Владзімірський
- Мирослав Мамчак